# استروبوس
استروبوس (به هلندی: Stroobos) یک منطقهٔ مسکونی در هلند است که در آخت‌کارسپیلن واقع شده‌است. استروبوس ۳۳۲ نفر جمعیت دارد.